# Maersk Maritime Technology
Maersk Maritime Technology (MMT) var en gruppe indenfor A.P. Møller - Mærsk, der fungerede som et viden- og kompetencecenter for udvikling af højt specialiseret skibsteknologi. Enheden blev nedlagt i 2016.
Gruppen udførte maritimt ingeniørarbejde på grundlag af eksisterende teknologier samt udviklingsarbejde i forbindelse med fremtidens teknologier i samarbejde med producenter inden for den maritime industri.

## Projekteksempler
- Optimering af skrogformer
- Genvinding af overskudsenergi
- Nedbringning af CO2-udslip